# Saint-Python
Saint-Python est une commune française située dans le département du Nord, en région Hauts-de-France.

## Géographie

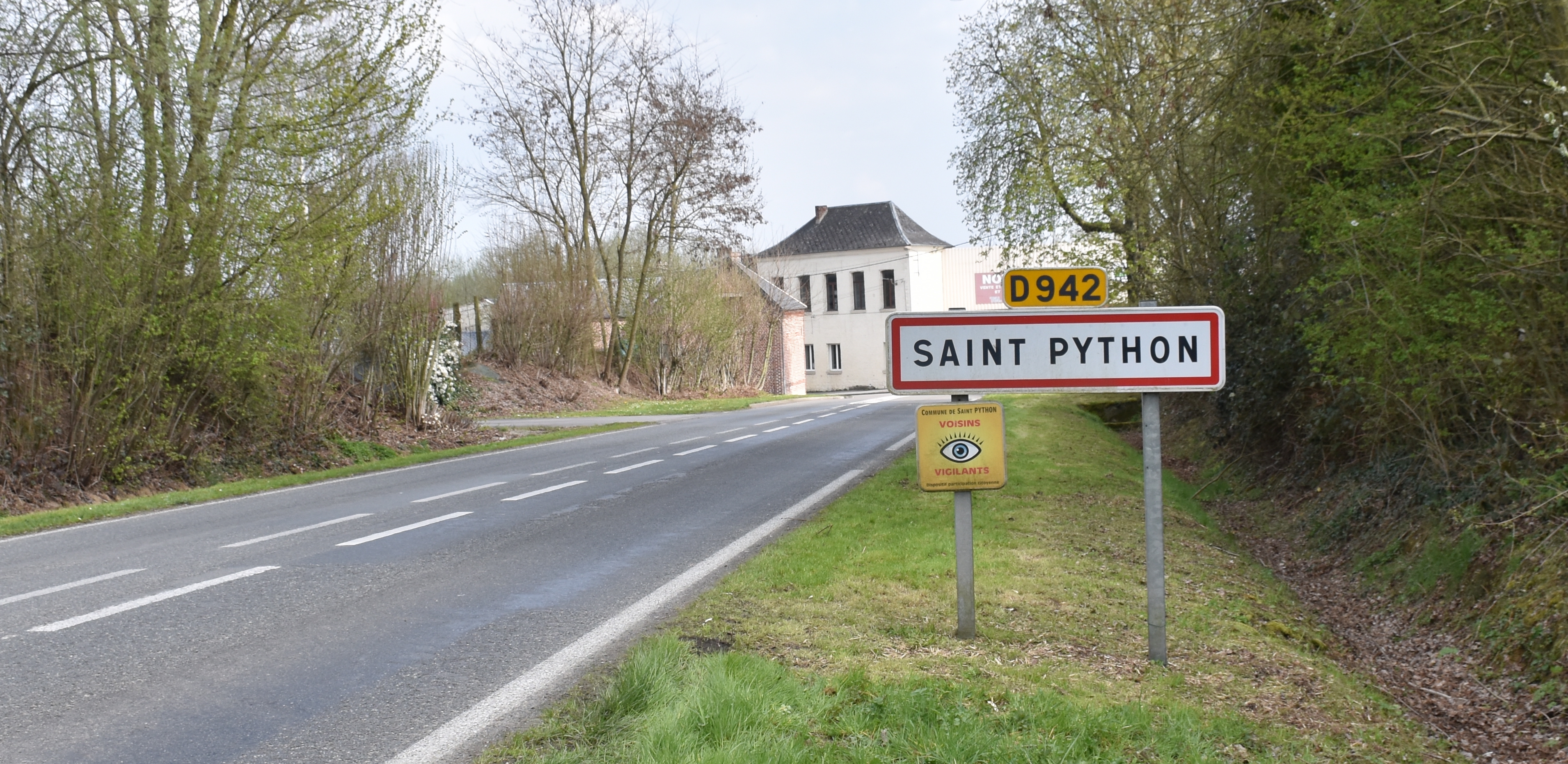
Une entrée de la commune.

### Communes limitrophes
|                          | Haussy       | Vertain  |
| Saint-Vaast-en-Cambrésis | Saint-Python |          |
| Viesly                   |              | Solesmes |

### Hydrographie

#### Réseau hydrographique
La commune est située dans le bassin Artois-Picardie. Elle est drainée par la Selle ou Escaut,.
La Selle, d'une longueur de 46 km, prend sa source dans la commune de Molain et se jette  dans le canal de l'Escaut à Denain, après avoir traversé 17 communes.

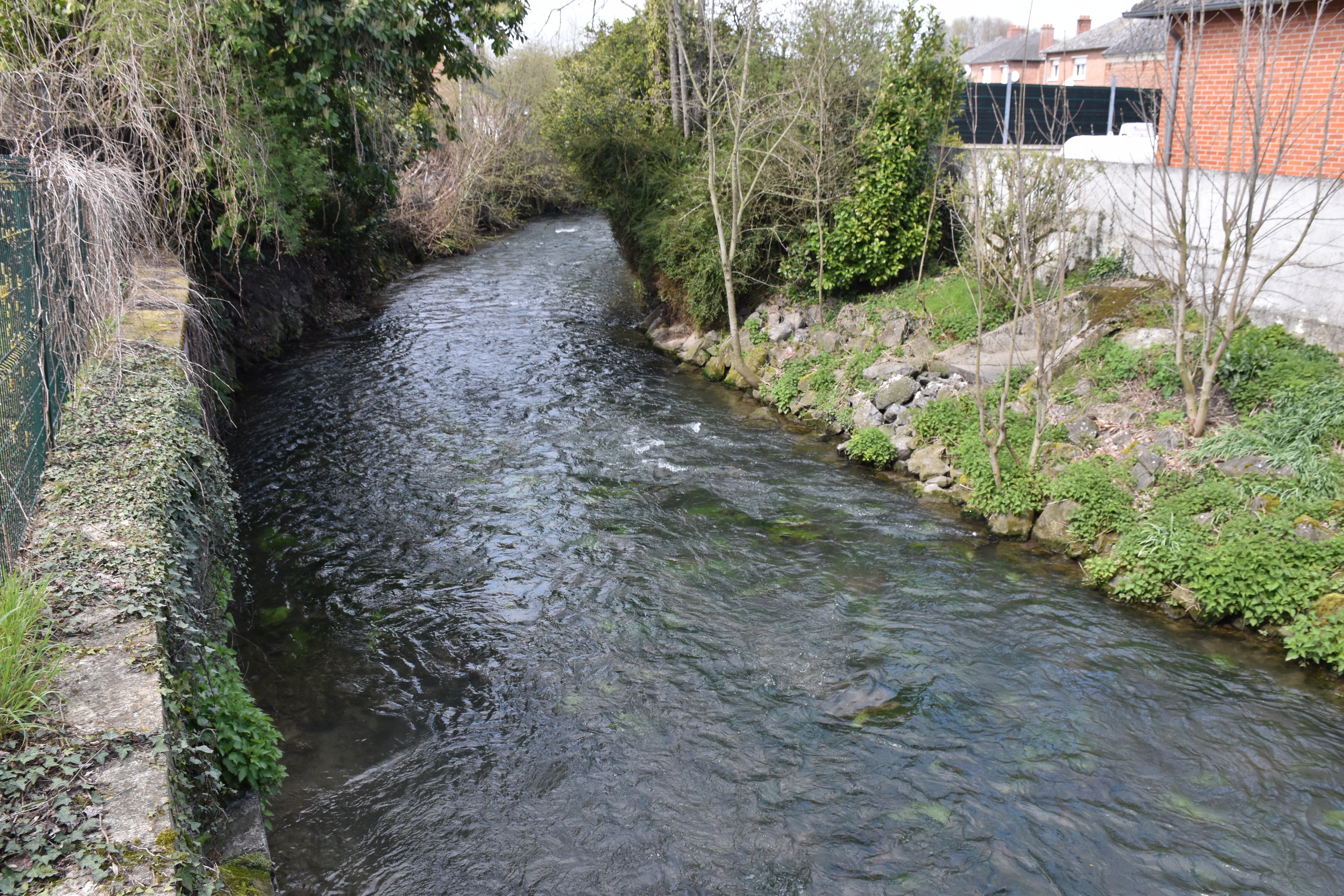
La Selle à Saint-Python.
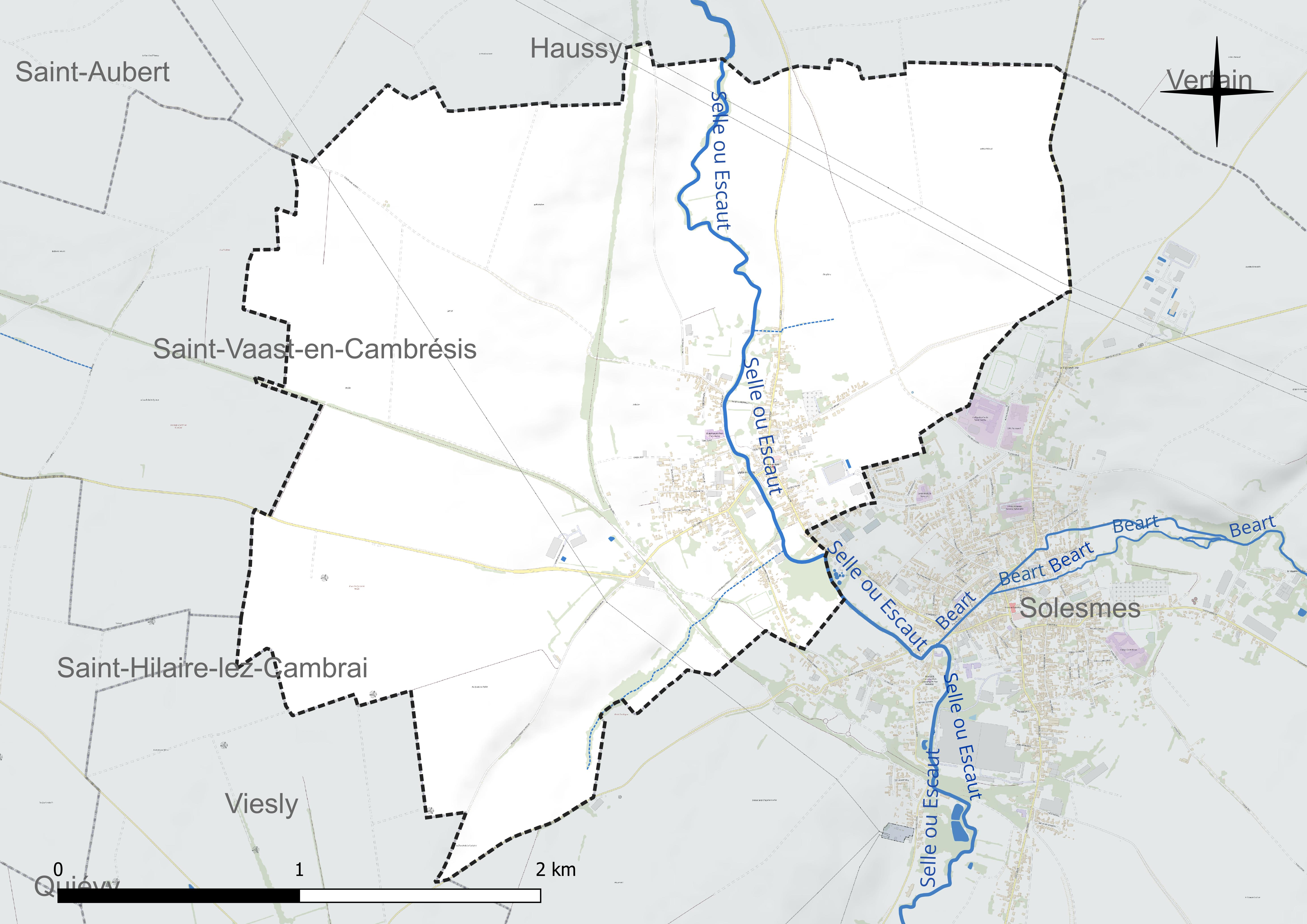
Réseau hydrographique de Saint-Python.

#### Gestion et qualité des eaux
Le territoire communal est couvert par le schéma d'aménagement et de gestion des eaux (SAGE) « Escaut ». Ce document de planification concerne un territoire de 2 005 km2 de superficie, délimité par le bassin versant de l'Escaut. Le périmètre a été arrêté le 9 juin 2006 et le SAGE proprement dit a été approuvé le 13 juillet 2021. La structure porteuse de l'élaboration et de la mise en œuvre est le syndicat mixte Escaut et Affluents (SyMEA).
La qualité des cours d'eau peut être consultée sur un site dédié géré par les agences de l'eau et l'Agence française pour la biodiversité.

### Climat
Pour des articles plus généraux, voir Climat des Hauts-de-France et Climat du Nord.
En 2010, le climat de la commune est de type climat océanique dégradé des plaines du Centre et du Nord, selon une étude du CNRS s'appuyant sur une série de données couvrant la période 1971-2000. En 2020, Météo-France publie une typologie des climats de la France métropolitaine dans laquelle la commune est exposée à un climat océanique altéré et est dans la région climatique  Nord-est du bassin Parisien, caractérisée par un ensoleillement médiocre, une pluviométrie moyenne régulièrement répartie au cours de l'année et un hiver froid (3 °C).
Pour la période 1971-2000, la température annuelle moyenne est de 10,3 °C, avec une amplitude thermique annuelle de 15,1 °C. Le cumul annuel moyen de précipitations est de 735 mm, avec 12,9 jours de précipitations en janvier et 9 jours en juillet. Pour la période 1991-2020, la température moyenne annuelle observée sur la station météorologique la plus proche, située sur la commune de Valenciennes à 19 km à vol d'oiseau, est de 11,0 °C et le cumul annuel moyen de précipitations est de 694,1 mm,. Pour l'avenir, les paramètres climatiques de la commune estimés pour 2050 selon différents scénarios d'émission de gaz à effet de serre sont consultables sur un site dédié publié par Météo-France en novembre 2022.

## Urbanisme

### Typologie
Au 1er janvier 2024, Saint-Python est catégorisée bourg rural, selon la nouvelle grille communale de densité à sept niveaux définie par l'Insee en 2022.
Elle appartient à l'unité urbaine de Solesmes, une agglomération intra-départementale regroupant deux  communes, dont elle est une commune de la banlieue,,. Par ailleurs la commune fait partie de l'aire d'attraction de Solesmes, dont elle est une commune du pôle principal,. Cette aire, qui regroupe 2 communes, est catégorisée dans les aires de moins de 50 000 habitants,.

### Occupation des sols
L'occupation des sols de la commune, telle qu'elle ressort de la base de données européenne d'occupation biophysique des sols Corine Land Cover (CLC), est marquée par l'importance des territoires agricoles (91,7 % en 2018), en diminution par rapport à 1990 (93,4 %). La répartition détaillée en 2018 est la suivante : 
terres arables (79,1 %), prairies (12,6 %), zones urbanisées (8,3 %). L'évolution de l'occupation des sols de la commune et de ses infrastructures peut être observée sur les différentes représentations cartographiques du territoire : la carte de Cassini (XVIIIe siècle), la carte d'état-major (1820-1866) et les cartes ou photos aériennes de l'IGN pour la période actuelle (1950 à aujourd'hui).

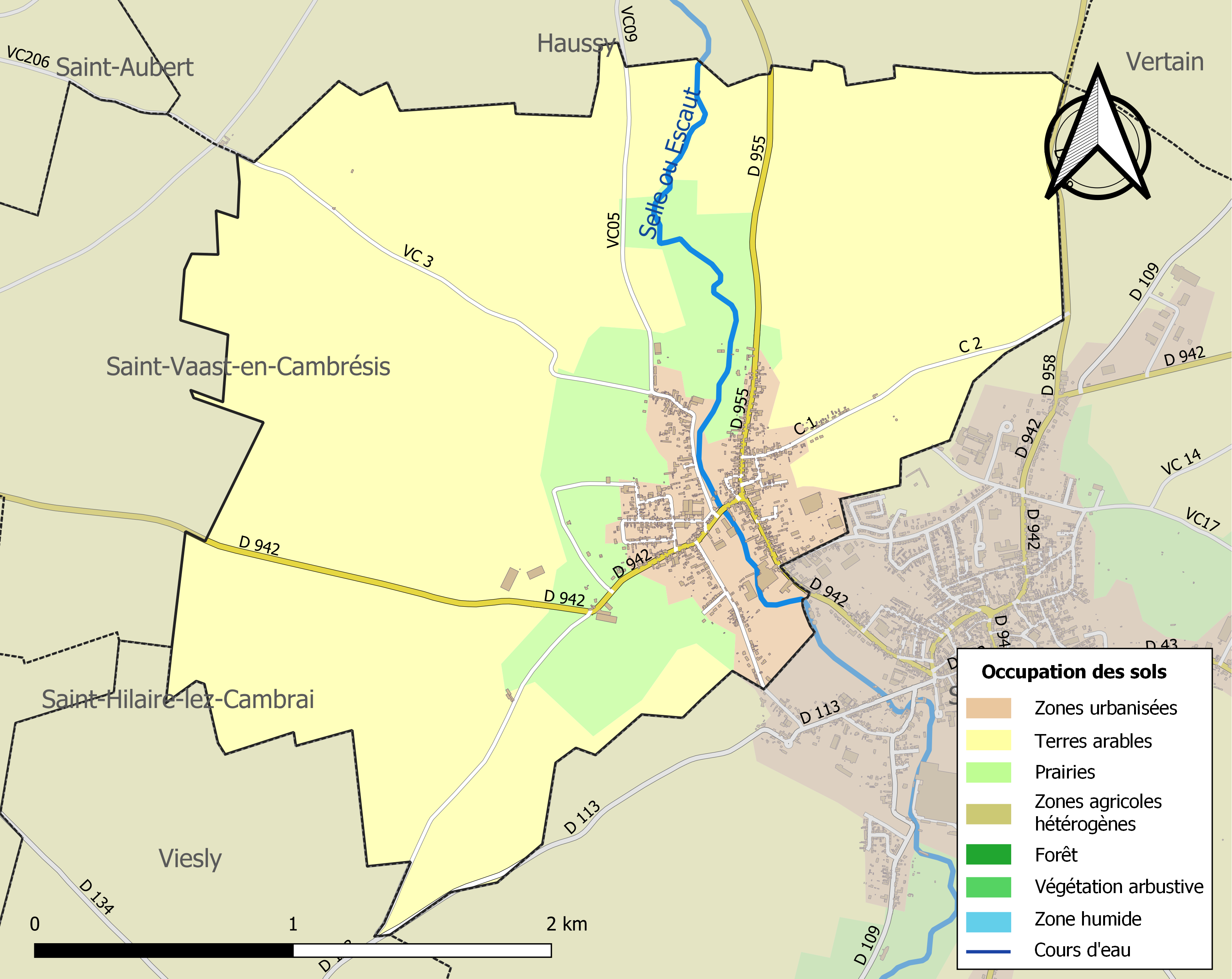
Carte des infrastructures et de l'occupation des sols de la commune en 2018 (CLC).

## Toponymie
En 1176 un titre de la léproserie de Cambrai cite Santus Piatus, puis on trouve Sancto Piato dans une lettre de Roger de Wavrin évêque de Cambrai en 1182, ainsi que dans la charte communale de Solesmes en 1202. Python est une déformation de Piatus ou Piat. L'église de la commune est sous le vocable de saint Piat nommé également Piat de Seclin, confirmant ainsi l'origine du nom du village.

## Histoire
Saint-Python, orthographiée Saint-Piton, était le siège d'une seigneurie avant la Révolution française. Vers 1713, le titulaire en est Charles Louis Joseph Armand Parisot, écuyer, seigneur de Saint-Piton, fils d'Antoine, écuyer, seigneur de Blécourt, et de Vivine Adolphine de Herbais. Charles nait à Cambrai, est colonel de cavalerie. Il épouse à Lille le 6 juin 1713 Marie Catherine de Montmonier, fille de Pierre, écuyer, seigneur du Puis, conseiller secrétaire du roi, commissaire général de l'Intendance, et d'Élisabeth Claire Fournier. Elle nait à Lille en octobre 1686 (baptisée le 11 octobre 1686) et meurt à Cambrai.
Le parc éolien de Saint-Python, constitué d'une seule éolienne, est construit en 2025.

## Héraldique
|  | Les armes de Saint-Python se blasonnent ainsi : D'hermines à trois losanges de gueules. - Le blason de la commune est celui du Chevalier Gaspard De Pollinche, nom aussi inscrit comme seigneur sur la cloche de 1783. |

## Politique et administration

### Situation administrative

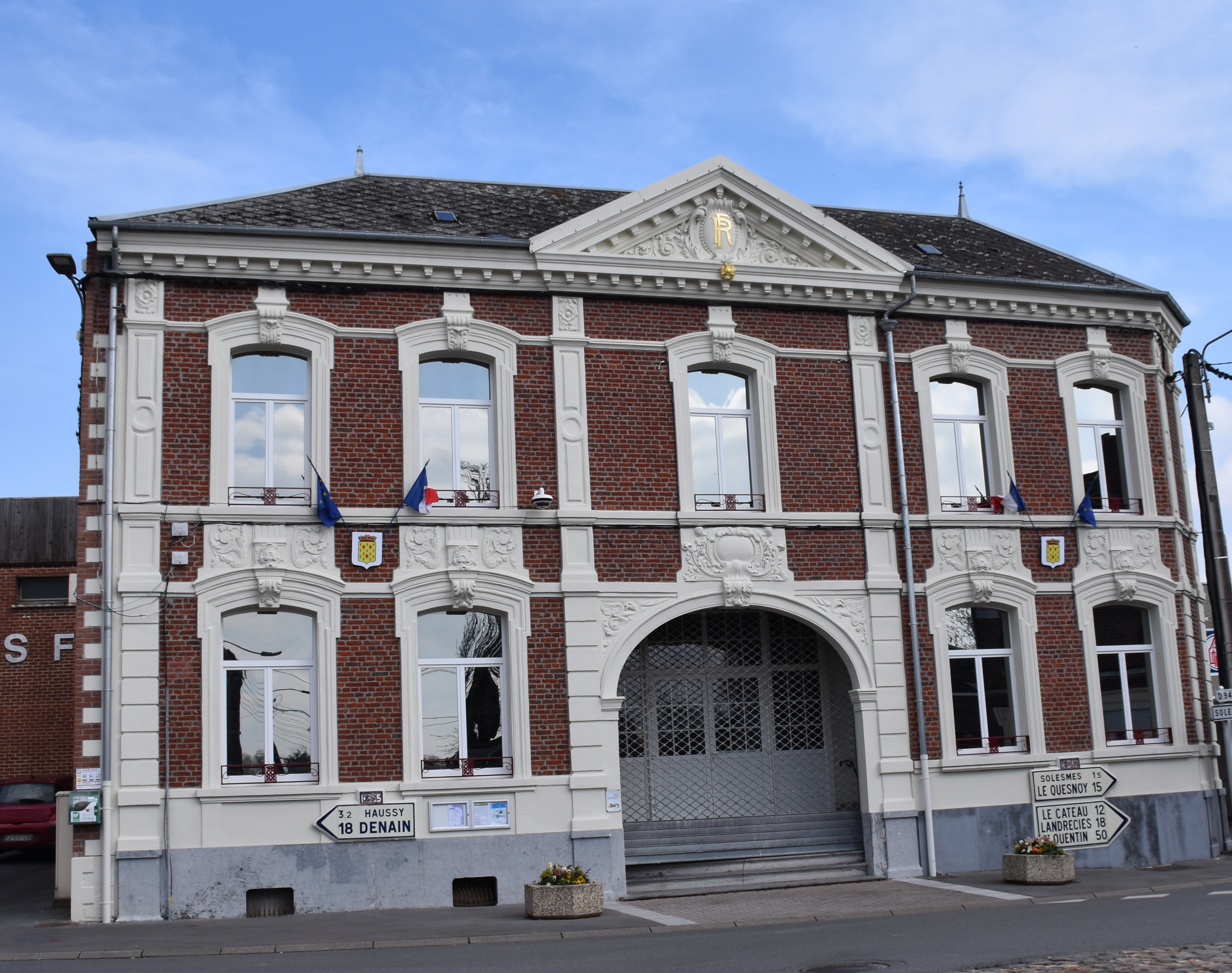
La mairie.

La commune de Saint-Python se situe dans le département du Nord et fait partie de la région Hauts-de-France. Elle appartient à l'arrondissement de Cambrai (à 19 km) et au Canton de Caudry (à 11 km).
La commune est membre de la Communauté de communes du Pays Solesmois, qui rassemble 15 communes (Beaurain, Bermerain, Capelle, Escarmain, Haussy, Montrécourt, Romeries, Saint-Martin-sur-Écaillon, Saint-Python, Saulzoir, Solesmes, Sommaing, Vendegies-sur-Écaillon, Vertain et Viesly) pour une population totale d'un peu moins de 15 000 habitants.

### Liste des maires
Maire de 1802 à 1807 : H. Ch. Cardon,.

Maire en 1881 : Cardon.
| Période                                  | Période  | Identité         | Étiquette | Qualité |
| ---------------------------------------- | -------- | ---------------- | --------- | --- |
| avant 1988                               | ?        | Michel Chopin    |           | |
| mars 2001                                | En cours | Georges Flamengt | PS        | Conseiller général du canton de Solesmes (2004 → 2015), Secrétaire général de l'Association des maires du Nord ([Quand ?] → ), Président de la CCPS (2014 → ) |
| Les données manquantes sont à compléter. |          |                  |           | |

## Population et société

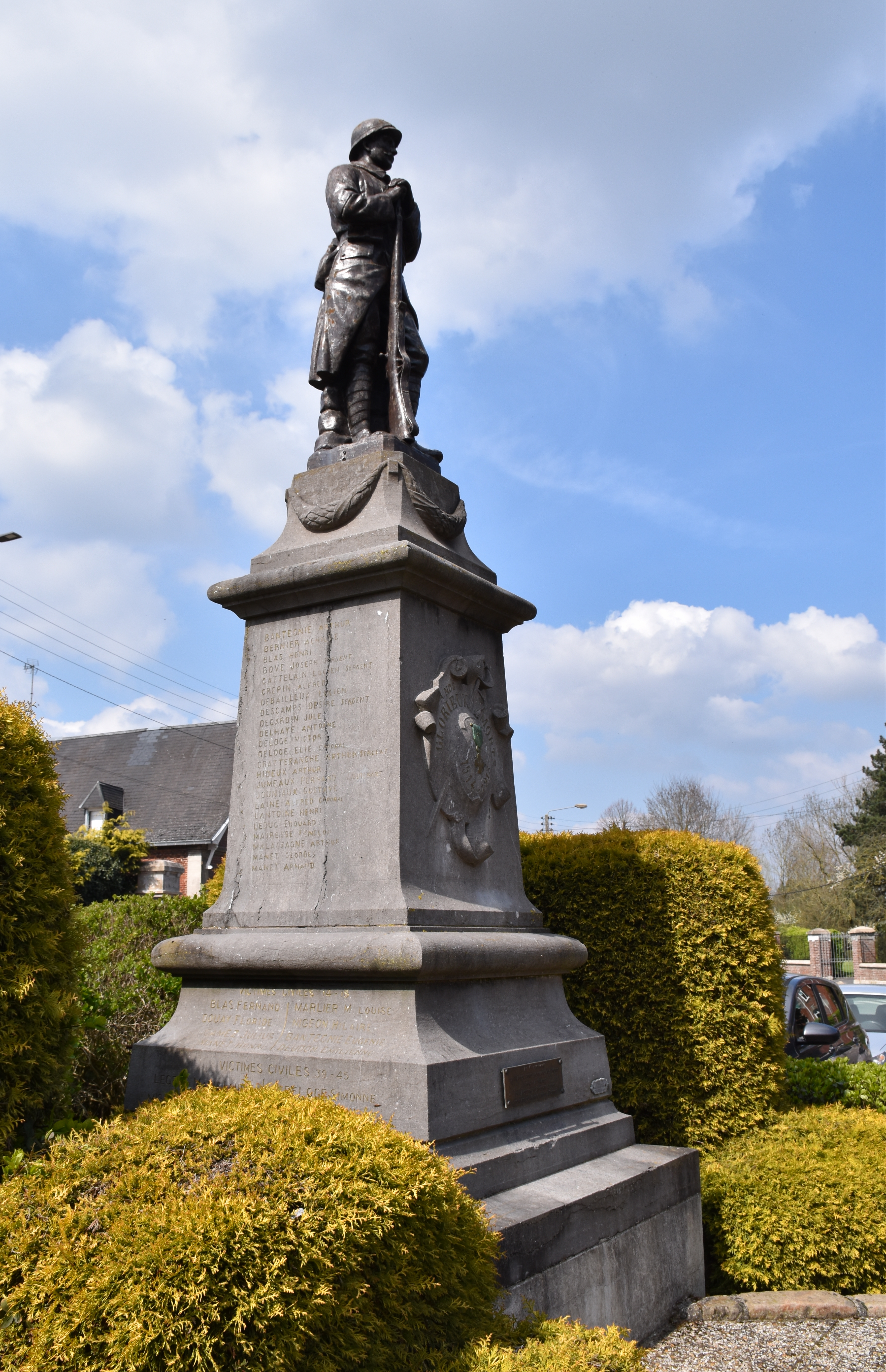
Le monument aux morts.

### Démographie

#### Évolution démographique
L'évolution du nombre d'habitants est connue à travers les recensements de la population effectués dans la commune depuis 1793. Pour les communes de moins de 10 000 habitants, une enquête de recensement portant sur toute la population est réalisée tous les cinq ans, les populations de référence des années intermédiaires étant quant à elles estimées par interpolation ou extrapolation. Pour la commune, le premier recensement exhaustif entrant dans le cadre du nouveau dispositif a été réalisé en 2006.

En 2022, la commune comptait 985 habitants, en évolution de −2,67 % par rapport à 2016 (Nord : +0,51 %, France hors Mayotte : +2,11 %).
| 1793  | 1800  | 1806  | 1821  | 1831  | 1836  | 1841  | 1846  | 1851  |
| ----- | ----- | ----- | ----- | ----- | ----- | ----- | ----- | ----- |
| 1 340 | 1 316 | 1 382 | 1 463 | 1 617 | 1 594 | 1 628 | 1 736 | 1 709 |

| 1856  | 1861  | 1866  | 1872  | 1876  | 1881  | 1886  | 1891  | 1896  |
| ----- | ----- | ----- | ----- | ----- | ----- | ----- | ----- | ----- |
| 1 793 | 1 871 | 1 910 | 1 889 | 1 941 | 1 819 | 1 828 | 1 747 | 1 693 |

| 1901  | 1906  | 1911  | 1921  | 1926  | 1931  | 1936  | 1946  | 1954  |
| ----- | ----- | ----- | ----- | ----- | ----- | ----- | ----- | ----- |
| 1 574 | 1 449 | 1 456 | 1 290 | 1 395 | 1 333 | 1 270 | 1 264 | 1 309 |

| 1962  | 1968  | 1975  | 1982  | 1990  | 1999  | 2006  | 2011 | 2016  |
| ----- | ----- | ----- | ----- | ----- | ----- | ----- | ---- | ----- |
| 1 365 | 1 412 | 1 349 | 1 251 | 1 118 | 1 014 | 1 036 | 972  | 1 012 |

| 2021 | 2022 | - | - | - | - | - | - | - |
| ---- | ---- | - | - | - | - | - | - | - |
| 999  | 985  | - | - | - | - | - | - | - |

#### Pyramide des âges
La population de la commune est relativement jeune.
En 2018, le taux de personnes d'un âge inférieur à 30 ans s'élève à 34,2 %, soit en dessous de la moyenne départementale (39,5 %). À l'inverse, le taux de personnes d'âge supérieur à 60 ans est de 25,6 % la même année, alors qu'il est de 22,5 % au niveau départemental.
En 2018, la commune comptait 519 hommes pour 507 femmes, soit un taux de 50,58 % d'hommes, largement supérieur au taux départemental (48,23 %).
Les pyramides des âges de la commune et du département s'établissent comme suit.
| Hommes | Classe d’âge | Femmes |
| ------ | ------------ | ------ |
| 0,2    | 90 ou +      | 1,2    |
| 5,6    | 75-89 ans    | 10,2   |
| 17,7   | 60-74 ans    | 16,5   |
| 20,8   | 45-59 ans    | 21,5   |
| 18,5   | 30-44 ans    | 19,6   |
| 15,6   | 15-29 ans    | 14,3   |
| 21,7   | 0-14 ans     | 16,9   |

| Hommes | Classe d’âge | Femmes |
| ------ | ------------ | ------ |
| 0,5    | 90 ou +      | 1,4    |
| 5,3    | 75-89 ans    | 8,1    |
| 14,8   | 60-74 ans    | 16,2   |
| 19,1   | 45-59 ans    | 18,4   |
| 19,5   | 30-44 ans    | 18,7   |
| 20,7   | 15-29 ans    | 19,1   |
| 20,2   | 0-14 ans     | 18     |

### Sports

#### Cyclisme
- Le Chemin Nungesser, situé au sud de la commune, constitue l'un des secteurs pavés du parcours de la course cycliste Paris-Roubaix.

## Lieux et monuments
L'un des chemins de Compostelle, la via septentriones templi passe par le village, venant de Haussy, passe par le parc municipal, puis la place de l'église, avant de repartir en serpentant dans les rues vers Saint-Vaast-en-Cambrésis par des chemins de randonnée. Plusieurs balises sont en effet incrustées dans le goudron, plus deux étiquettes sur le trajet.

L'église Saint-Piat de Saint-Python

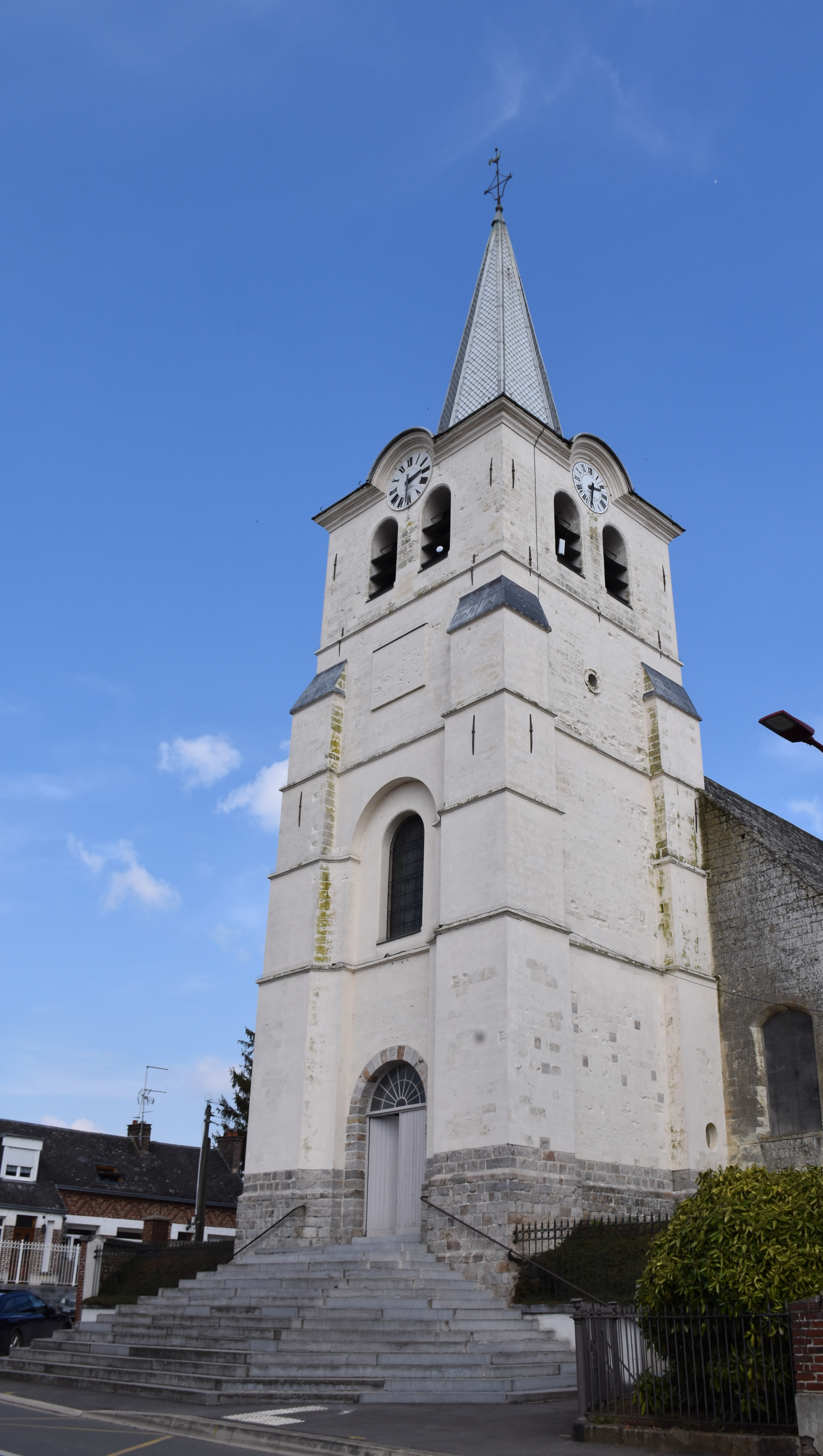
Vue du clocher.
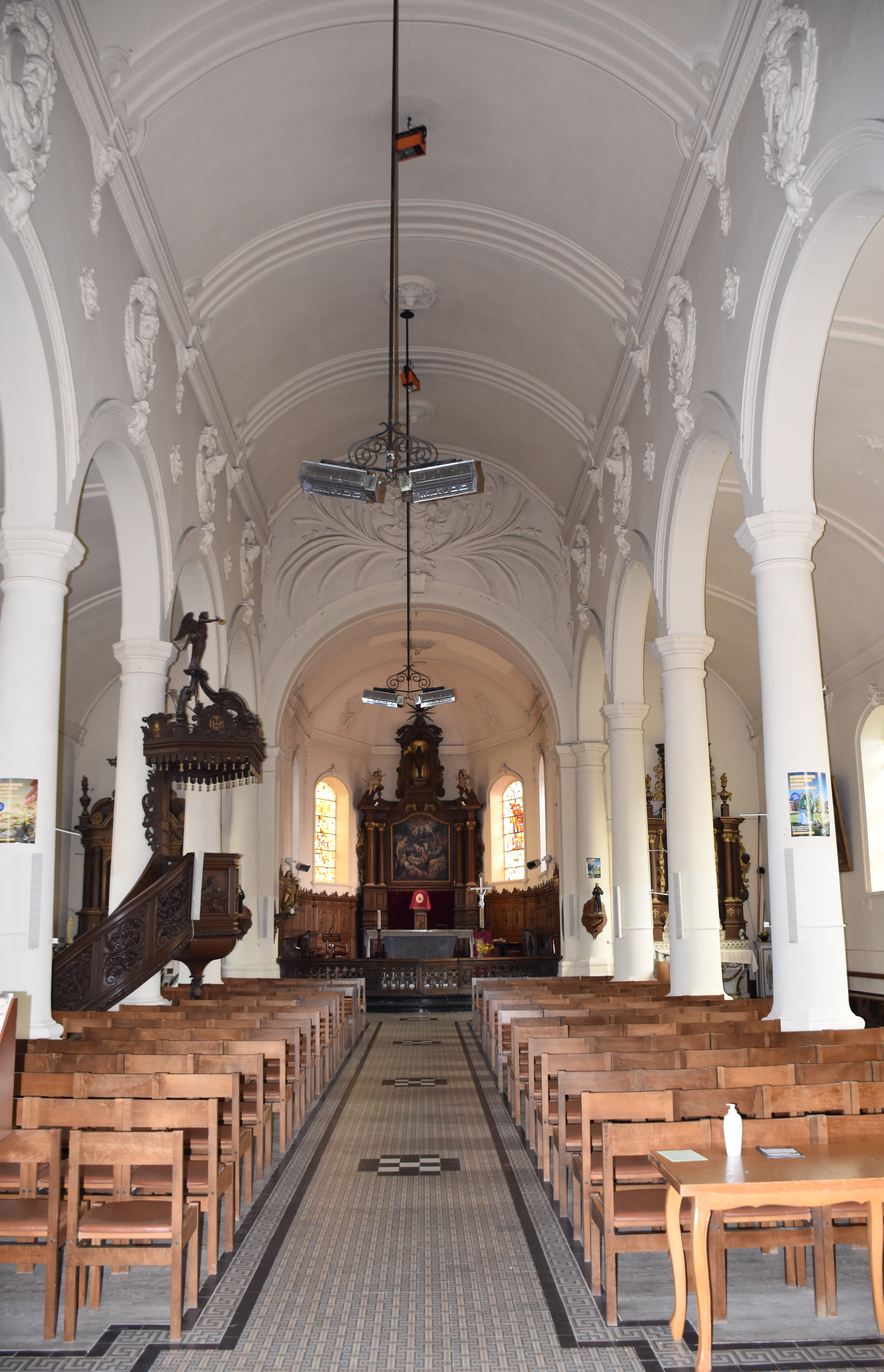
La nef.
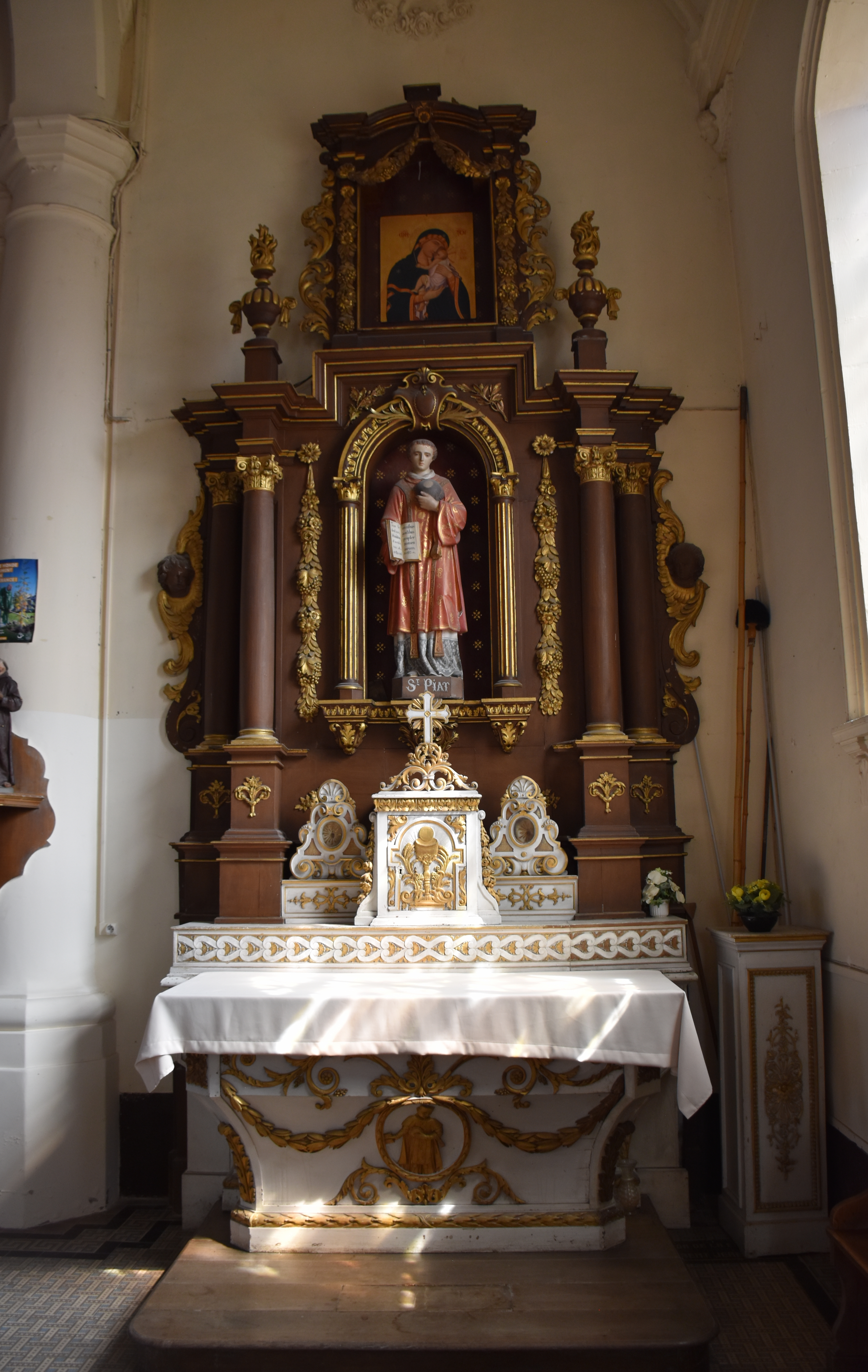
Le retable du bas-côté sud.
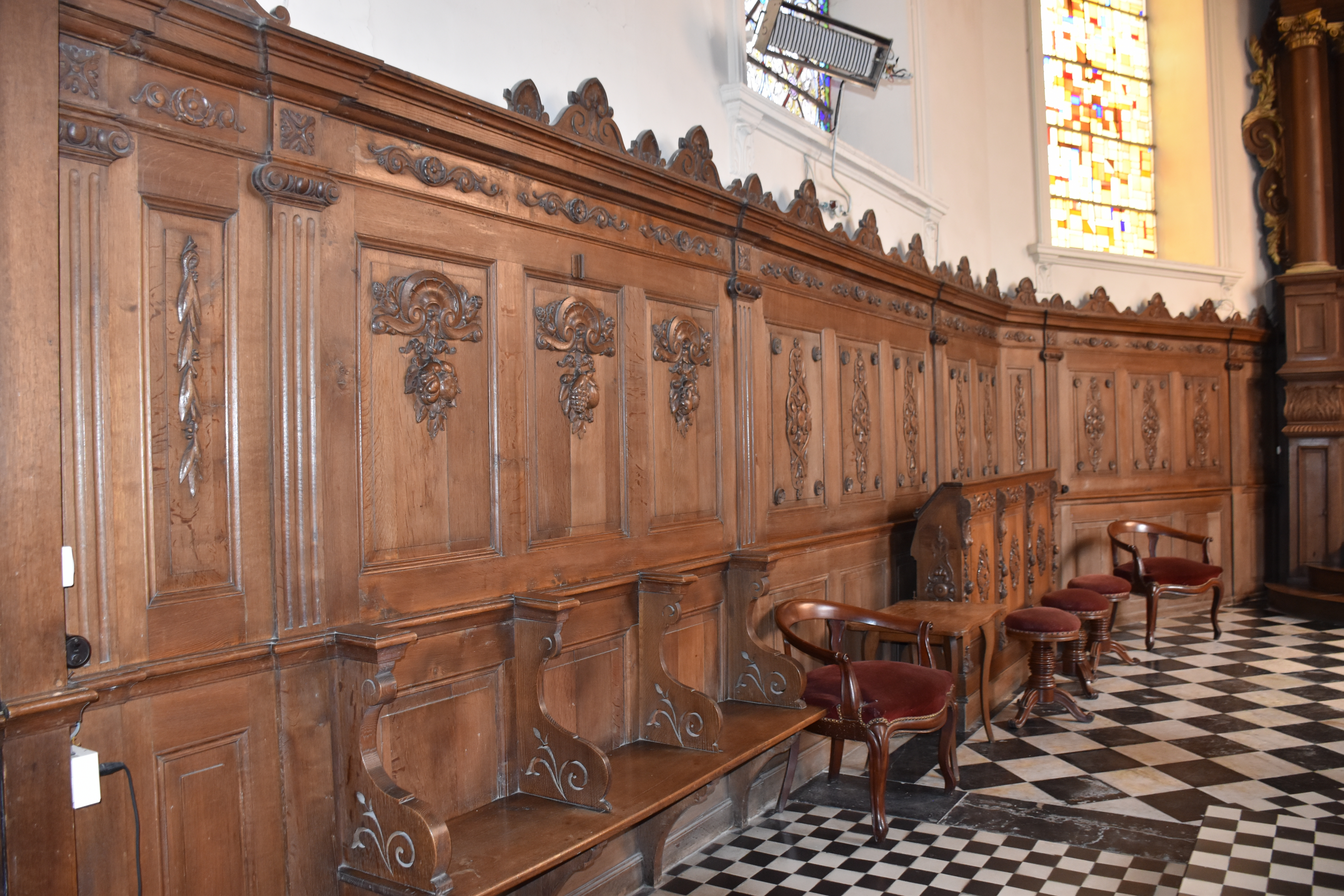
Vue des stalles.
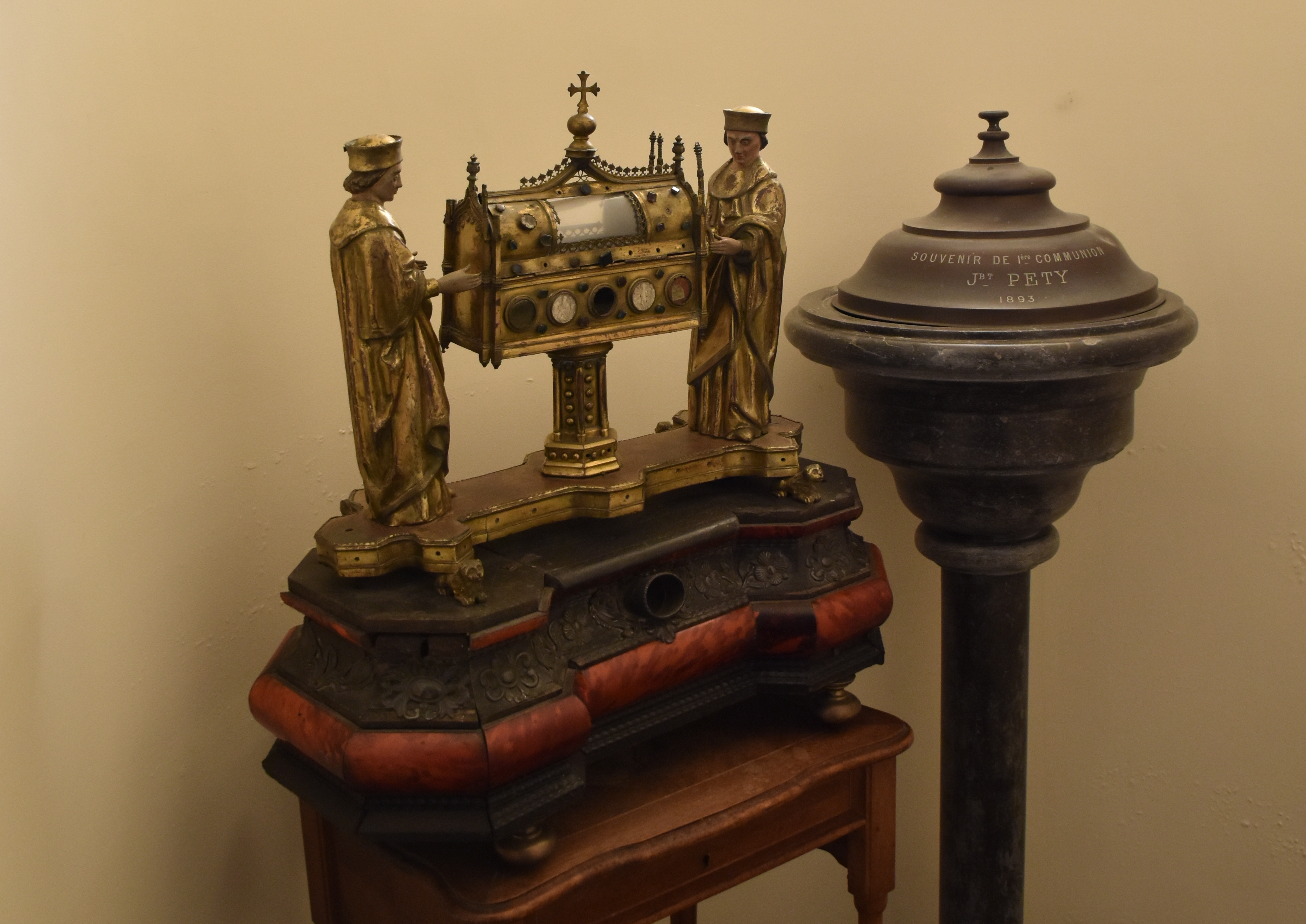
Reliquaire.

## Personnalités liées à la commune
- Raymond Poirette (1928-1944), jeune résistant Solesmois abattu à 16 ans alors qu'il transportait des tracts.

## Pour approfondir